# Kirdorfer Feld bei Bad Homburg
Kirdorfer Feld bei Bad Homburg este o arie protejată (arie specială de conservare — SAC, sit de importanță comunitară — SCI) din Germania întinsă pe o suprafață de 134,48 ha, integral pe uscat.

## Localizare
Centrul sitului Kirdorfer Feld bei Bad Homburg este situat la coordonatele 50°15′10″N 8°36′28″E / 50.2528°N 8.6078°E.

## Înființare
Situl Kirdorfer Feld bei Bad Homburg a fost declarat sit de importanță comunitară în iunie 2000 pentru a proteja 15 specii de animale. Situl a fost protejat și ca arie specială de conservare în martie 2008.

## Biodiversitate
Situată în ecoregiunea continentală, aria protejată conține 2 habitate naturale: Pajiști cu Molinia pe soluri calcaroase, turboase sau argilos-nămoloase (Molinion caeruleae), Fânețe de joasă altitudine (Alopecurus pratensis, Sanguisorba officinalis).
La baza desemnării sitului se află mai multe specii protejate:
- păsări (13): fâsă de luncă (Anthus pratensis), prepeliță (Coturnix coturnix), ciocănitoarea de stejar (Dendrocopos medius), ciocănitoare pestriță mică (Dendrocopos minor), becațină comună (Gallinago gallinago), capîntortură (Jynx torquilla), sfrâncioc roșiatic (Lanius collurio), gaia roșie (Milvus milvus), codobatura galbenă (Motacilla flava), ciocănitoare verzuie (Picus canus), mărăcinar (Saxicola rubetra), sitar de pădure (Scolopax rusticola), nagâț (Vanellus vanellus)
- nevertebrate (2): phengaris nausithous (Maculinea nausithous), Maculinea teleius

Pe lângă speciile protejate, pe teritoriul sitului au mai fost identificate 16 specii de plante, 2 specii de păsări, 2 specii de amfibieni, 4 specii de mamifere, 5 specii de nevertebrate, 3 specii de reptile.